# Biosatellite
Biosatellite est un programme de la NASA qui consistait en une série de trois satellites, lancés entre 1966 et 1969, destinés à évaluer les effets des vols spatiaux, en particulier des radiations et de l’apesanteur, sur les organismes vivants. Chacun était conçu pour rentrer et être récupéré à la fin de sa mission.
Son objectif principal était de déterminer les effets de l’environnement spatial, en particulier l’apesanteur, sur les processus de la vie à trois niveaux d’organisation : la biochimie fondamentale de la cellule, la structure de la croissance des cellules et des tissus, et la croissance et la forme de plantes et d'animaux entiers.

## Biosatellite 1
Biosatellite 1 (aussi nommé Biosat 1 ou Biosatellite A) a été le premier satellite du programme. Il a été lancé le 14 décembre 1966 par une fusée Delta G du Launch Complex 17A de la Base de lancement de Cap Canaveral. Biosatellite 1, premier de la série de satellites Biosatellite, a été inséré sur une orbite initiale de 296 km de périgée, de 309 km d'apogée et de 33,5 degrés d'inclinaison orbitale, avec une période de 90,5 minutes.
Biosatellite 1 transportait plusieurs spécimens pour l’étude des effets de l’environnement spatial sur les processus biologiques. Lorsque la capsule a entamé sa procédure de rentrée sur Terre, elle s'est séparée correctement de son module de service, mais son moteur-fusée n'a pas fonctionné et elle est restée bloquée sur une orbite qui s'est lentement dégradée. Elle s'est désintégrée dans l'atmosphère le 15 février 1967.

## Biosatellite 2
Biosatellite 2 (aussi nommé Biosat 2, Biosatellite II ou Biosatellite B) était le deuxième satellite du programme. Il a été lancé le 7 septembre 1967 par une fusée Delta G depuis le Launch Complex 17B de la Base de lancement de Cap Canaveral.
Biosatellite 2 emportait treize expériences biologiques impliquant des insectes, des œufs de grenouille, des plantes et des micro-organismes,. La capsule est rentrée plus tôt que prévu en raison d'une menace de tempête tropicale dans la zone de récupération et de problèmes de communication entre la capsule et les stations au sol. L’objectif principal de la mission était de déterminer si le niveau de sensibilité aux rayonnements des organismes vivants dans l’espace était supérieur ou inférieur à celui sur Terre, où une source de rayonnement a été placée devant une seconde capsule. Malgré une fin de mission environ un jour plus tôt, ses 45 heures de vol orbital ont permis de tirer des conclusions valables pour les treize expériences à bord, par rapport aux organismes témoins restés sur Terre dont la température et les radiations correspondaient.

## Biosatellite 3
Biosatellite 3 (aussi nommé Biosat 3 ou Biosatellite D) était le troisième satellite du programme Biosatellite.
L'intention était d'envoyer un singe mâle (Macaca nemestrina) de 6 kg nommé « Bonny » en orbite terrestre pendant 30 jours. Cependant, après seulement 8,8 jours en orbite, la mission a pris fin en raison de la détérioration de l'état de santé du sujet. Les coûts de développement élevés incitaient fortement à optimiser le retour scientifique de la mission. De ce fait, les objectifs scientifiques étaient devenus extrêmement ambitieux avec le temps et de très nombreuses mesures ont été effectuées sur le seul sujet de recherche traité. Bien que la mission ait connu un grand succès sur le plan technique, les résultats scientifiques ont apparemment été compromis. Bonny, surnommé « astromonk » (« astrosinge ») par la presse américaine (par opposition aux chimpanzés des missions américaines précédentes, surnommées « chimponautes ») est décédé le 8 juillet, un jour après le succès de la récupération de sa capsule dans le Pacifique.
Malgré l’apparent échec du programme scientifique de la mission, Biosatellite 3 a joué un rôle déterminant dans l’élaboration du programme d’expérimentation en vol de sciences de la vie, soulignant la nécessité d’une gestion centralisée, d’objectifs réalistes et de tests de vérification expérimentale approfondis. L'objectif de la mission était d'étudier les effets du vol spatial sur les états du cerveau, les performances comportementales, l'état cardiovasculaire, l'équilibre hydrique et électrolytique et l'état métabolique.

## Tableau
| Satellite      | Fusée   | Date de lancement | Site de lancement     | Date de rentrée | Identifiant COSPAR | SATCAT |
| -------------- | ------- | ----------------- | --------------------- | --------------- | ------------------ | ------ |
| Biosatellite 1 | Delta G | 14 décembre 1966  | Cape Canaveral LC-17A | 15 février 1967 | 1966-114A          | 02632  |
| Biosatellite 2 | Delta G | 7 septembre 1967  | Cape Canaveral LC-17B | 4 octobre 1967  | 1967-083B          | 09236  |
| Biosatellite 3 | Delta N | 29 juin 1969      | Cape Canaveral LC-17A | 7 juillet 1969  | 1969-056A          | 04000  |

Trois autres satellites, Biosat C, E et F, ont été annulés après les résultats très limités des premières missions.

## Galerie

Programme Biosatellite
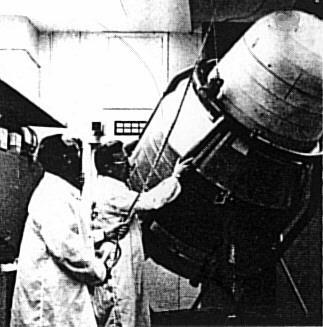
Biosatellite 1 en cours de préparation par les scientifiques de la mission.
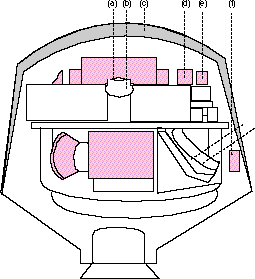
Schéma de Biosatellite 2
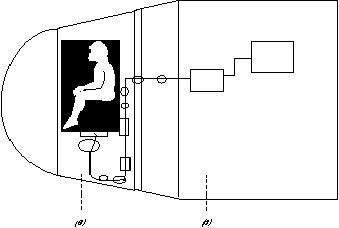
Localisation du singe sur Biosatellite 3
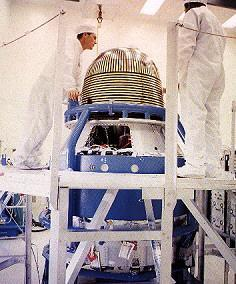
Biosatellite 3